# Theodor Kramer (Landrat)
Theodor Kramer (* 1876 in Düsseldorf; † 12. Juni 1921 in Stolp, Pommern) war ein deutscher Verwaltungsjurist in Preußen.

## Leben
Kramer besuchte das Gymnasium Philippinum Weilburg. Nach dem Abitur studierte er an der Albert-Ludwigs-Universität Freiburg Rechtswissenschaft. 1898 wurde er im Corps Hasso-Borussia recipiert. Mit ihm aktiv war Wilhelm von Kuhlmann. Nach drei Semestern inaktiviert, wechselte er an die Friedrich-Wilhelms-Universität zu Berlin und die Rheinische Friedrich-Wilhelms-Universität Bonn. Er bestand 1902 in Köln das Referendarexamen und 1907 am Kammergericht die Assessorprüfung. Er trat in die innere Verwaltung Preußens und kam als Regierungsassessor und Hilfsarbeiter des Landrats zunächst in den schwierigen Kreis Sonderburg in Nordschleswig. Nach einigen Jahren wurde er in den großen pommerschen Kreis Stolp versetzt, von April 1910 bis November 1912. Wegen eines Beinbruchs ungedient, war er zu Beginn des Ersten Weltkrieges bei der Regierung in Merseburg. Am 1. Juli 1915 wurde er kommissarisch, am 24. Januar 1916 endgültig als Landrat im Kreis Stallupönen berufen. Er war der zweite von fünf Corpsstudenten in diesem Amt. Mit unermüdlicher Energie und großer Umsicht leitete er den Wiederaufbau der von den Russen zerstörten Städtchen und Ortschaften. Als Wilhelm II. die Schäden der Provinz in Augenschein nahm, verlieh er Kramer das Eiserne Kreuz am weißen Bande.
Nach der Novemberrevolution berief ihn die Staatsregierung des Freistaats Preußen am 10. Mai 1919 kommissarisch und am 1. Februar 1920 endgültig zum Landrat im Kreis Stolp. Die Trennung von Stallupönen fiel ihm schwer. Unverheiratet geblieben, erlag er am 45. Stiftungstag seines gleich alten Corps einem Schlaganfall. Er hinterließ seine hochbetagte Mutter, seine Geschwister und seine vielen Freunde.

„In schwerster Zeit, im Mai 1919, wurde ihm die Verwaltung unseres großen Kreises übertragen, in dessen Dienst er seine ganze Arbeitskraft stellte. Verehrt von der gesamten Bevölkerung des Kreises und der großen ihm unterstellten Beamtenschaft, geliebt von den vielen Freunden, die er in allen Ständen hatte, hat Landrat Kramer in vorbildlicher Weise sein auf reiche Erfahrungen gestütztes Können in nie versagender Arbeitsfreudigkeit dem Kreise gewidmet. Der ihm eigene Frohsinn ließ ihn nie verzagen, und wir beklagen es, daß es ihm nicht vegönnt war, seine weitausschauenden Pläne für die wirtschaftliche Entwicklung und für die Wohlfahrtseinrichtungen des Kreises zur Ausführung zu bringen.“